# モチノキ科
モチノキ科 (モチノキか、Aquifoliaceae) は被子植物の科で、2属約600種の木本からなり、世界各地に分散して分布する。日本にはモチノキ属のみがあり23種ほどある。
常緑性または落葉性の広葉樹で、葉は互生。モチノキのように全縁のものもあれば、イヌツゲやセイヨウヒイラギのように鋸歯がつくものもある。花は両性または単性で、放射相称、花弁･がくは4-5枚。小形で目立たない花が集散花序をつくる。子房上位、果実は数個の核を含む核果で、赤いものが多いが、イヌツゲなどは黒く熟す。
樹皮は粘り気の強いゴム状の粘着質の物質を含んでおり、かつてはこれを精製することで天然の鳥黐の素材としていた。

## 分類
- クロンキスト体系や新エングラー体系ではニシキギ目に含めた。
- APG植物分類体系ではモチノキ目のタイプ科である。

### 属

#### モチノキ属Ilex
モチノキ属（Ilex L.）はモチノキ、クロガネモチのほか、イヌツゲやタラヨウ、ナナミノキ、ソヨゴなども含まれる。主な種は以下である。
日本の種
- シイモチ I. buergeri
- ナナミノキ I. chinensis
- イヌツゲ I. crenata
  - ツクシイヌツゲ I. crenata var. fukasawana
  - ハイイヌツゲ I. crenata var. radicans
  - オオバイヌツゲ I. crenata var. rugosa
- アマミヒイラギモチ I. dimorphophylla - 奄美大島の固有種。
- フウリンウメモドキ I. geniculata
  - オクノフウリンウメモドキ I. geniculata var. glabra
- ツゲモチ I. goshiensis
- モチノキ I. integra
- タラヨウ I. latifolia
- ヒメモチ I. leucoclada
- リュウキュウモチ I. liukiuensis
- ヒロハタマミズキ I. macrocarpa
- アオハダ I. macropoda
- ムニンイヌツゲ I. matanoana
- ナガバイヌツゲ I. maximowicziana
  - ムッチャガラ I. maximowicziana var. kanehirae - 別名が「シマイヌツゲ」
- シマモチ I. mertensii
- タマミズキ I. micrococca
- ミヤマウメモドキ I. nipponica
- ソヨゴ I. pedunculosa
- クロガネモチ I. rotunda
- ツルツゲ I. rugosa
  - エゾツルツゲ I. rugosa var. rugosa
  - ホソバツルツゲ I. rugosa var. stenophylla
- ウメモドキ I. serrata
- クロソヨゴ I. sugerokii
  - アカミノイヌツゲ I. sugerokii var. brevipedunculata
- オオシイバモチ I. warburgii
- ナリヒラモチ I. × kiusiana -モチノキとシイモチの雑種
- オオツルツゲ I. × makinoi -ヒメモチとツルルゲの雑種

その他
- セイヨウヒイラギ I. aquifolium - 観賞用に栽培されクリスマスに飾る。ホーリー。（日本のヒイラギはモクセイ科）。
- ヤバネヒイラギモチ I. cornuta
- イェルバ・マテ I. paraguariensis - マテ茶の原料である。

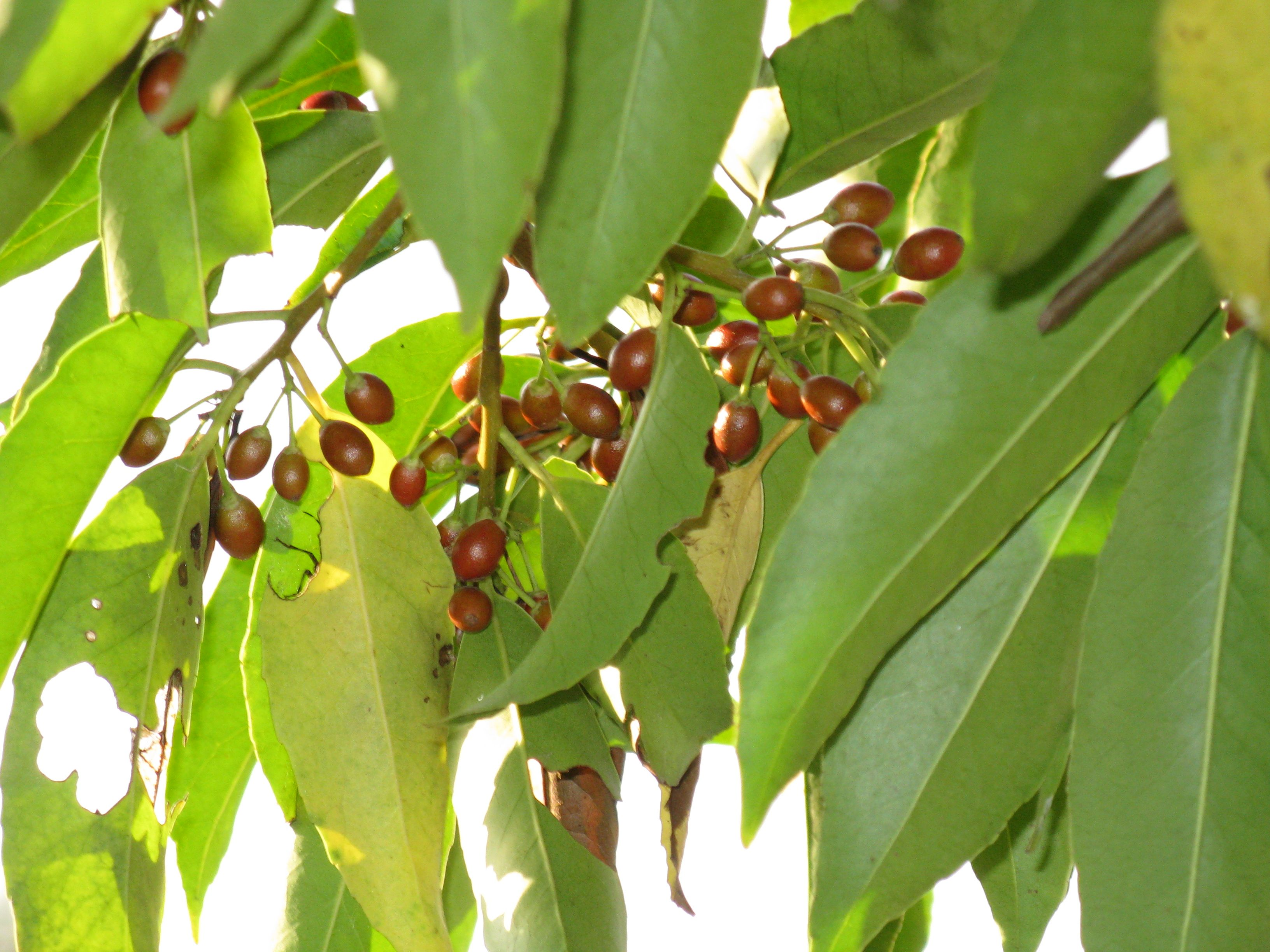
ナナミノキ
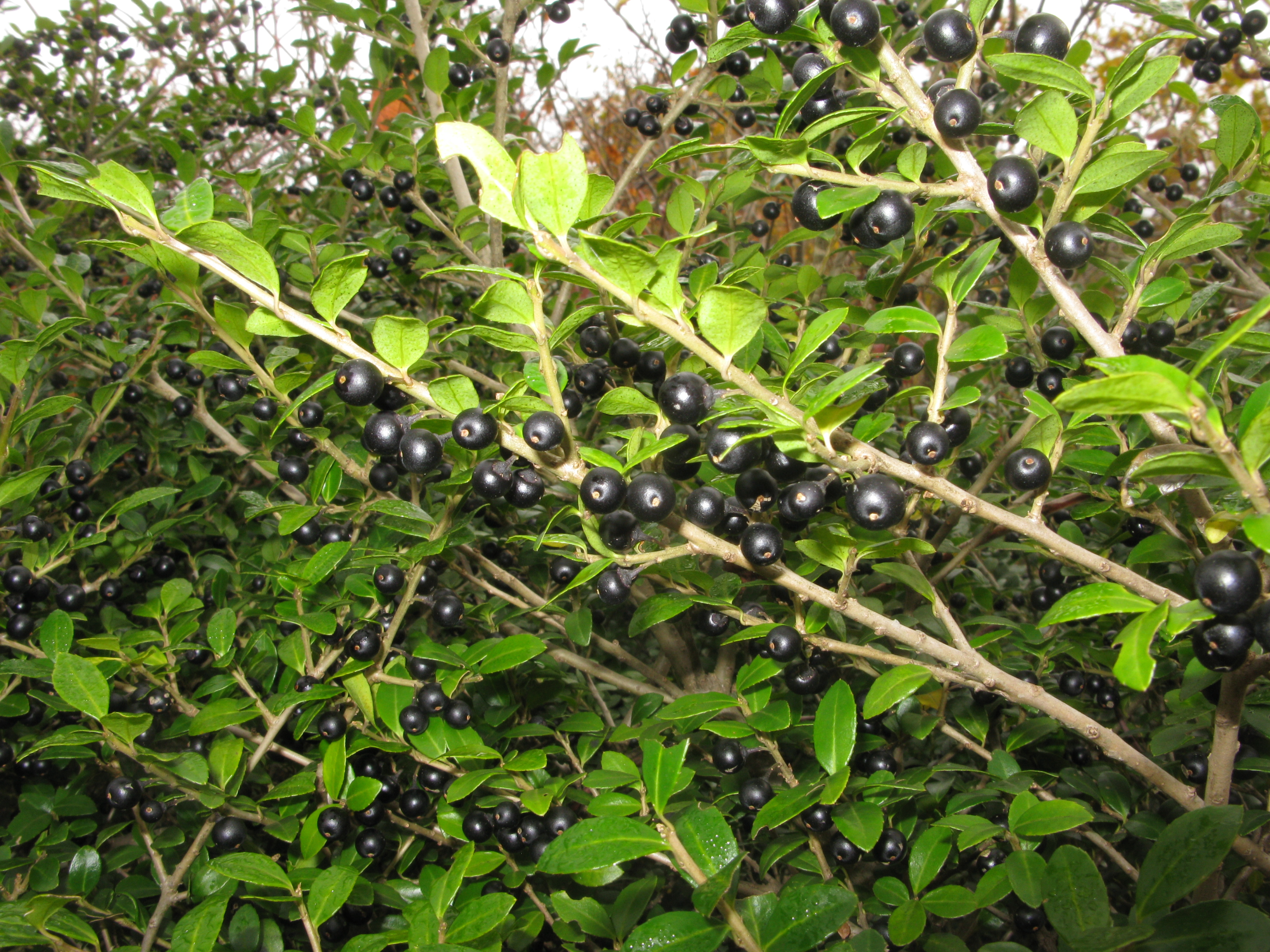
イヌツゲ
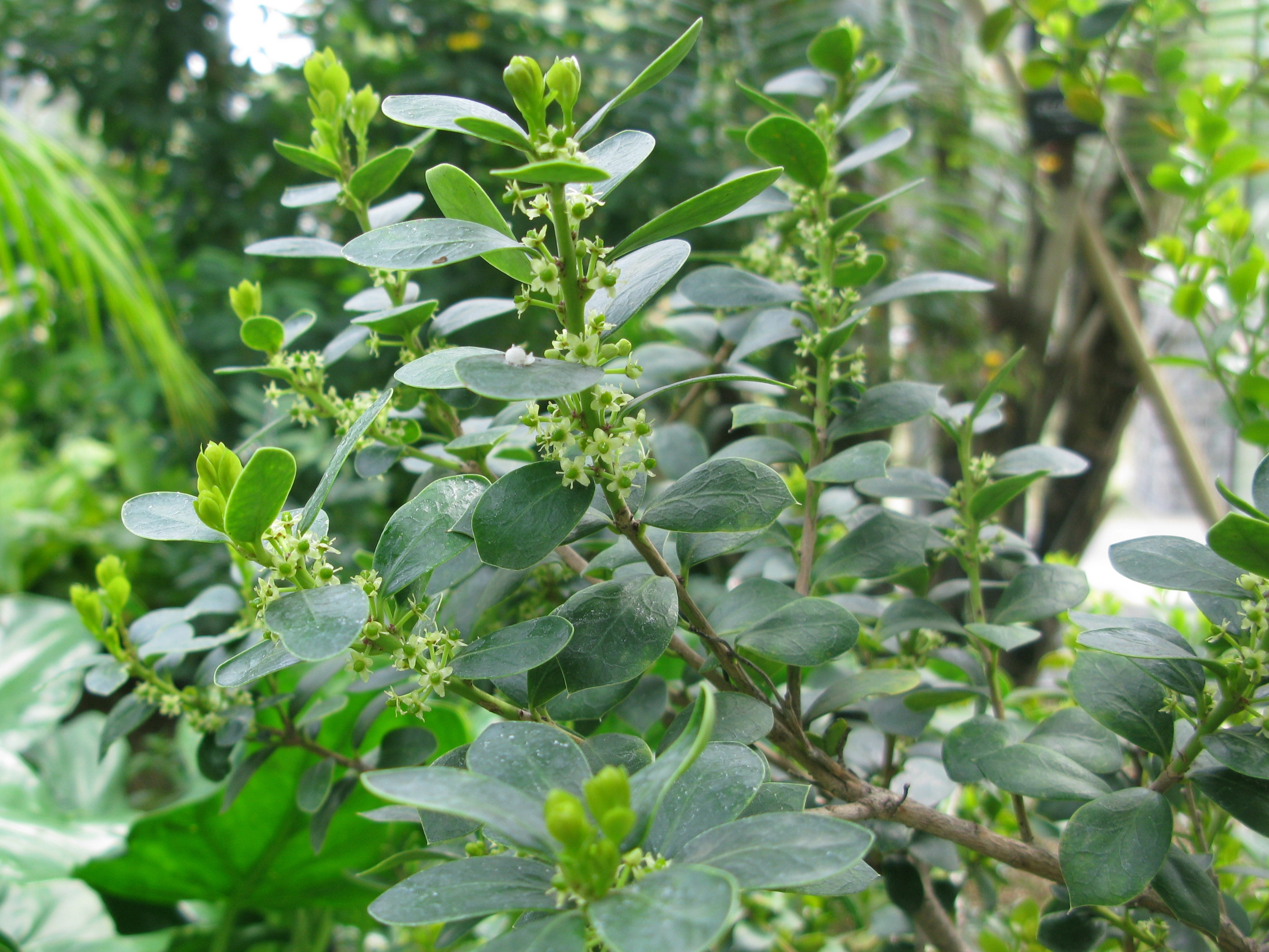
アマミヒイラギモチ
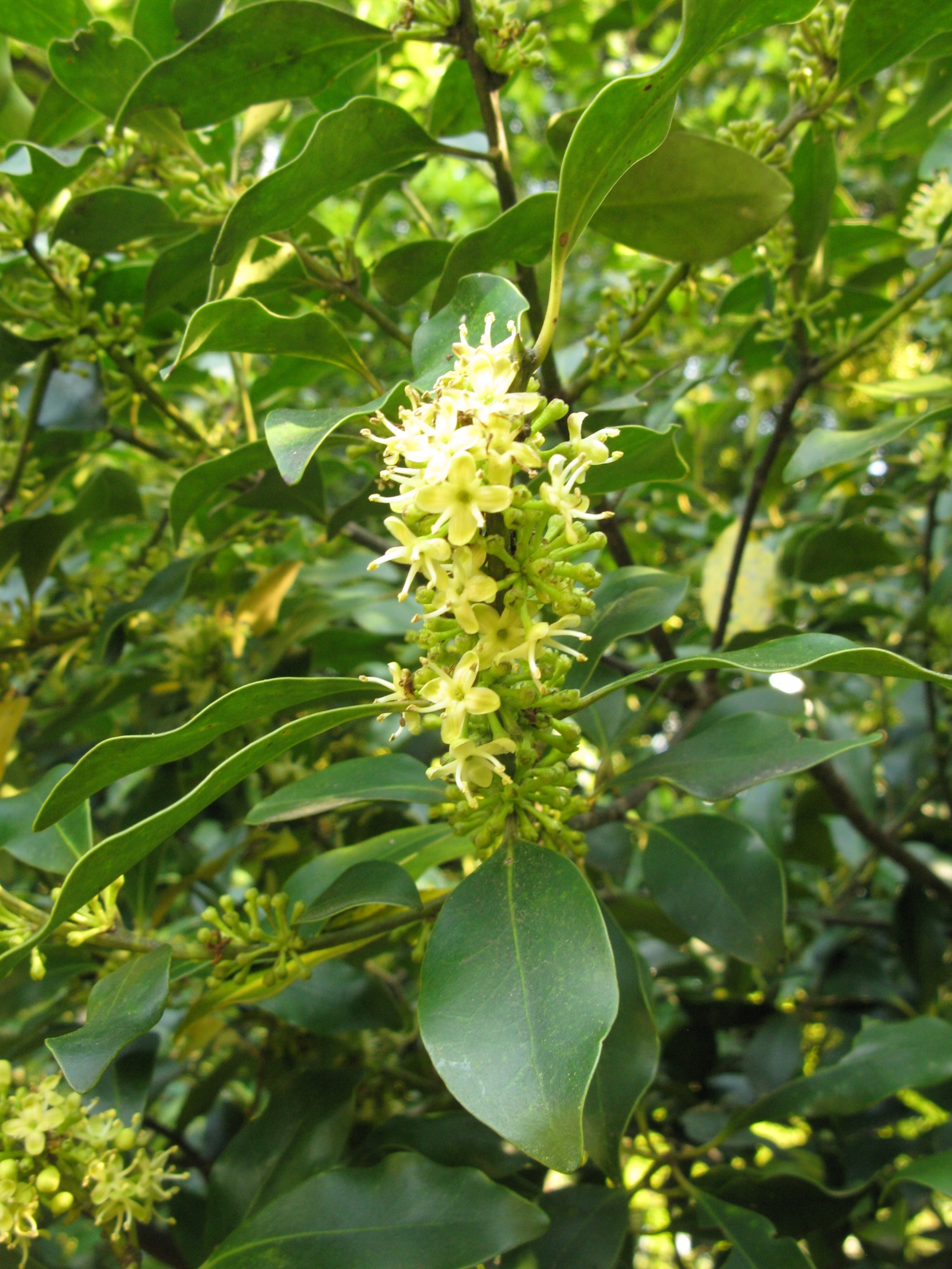
モチノキ
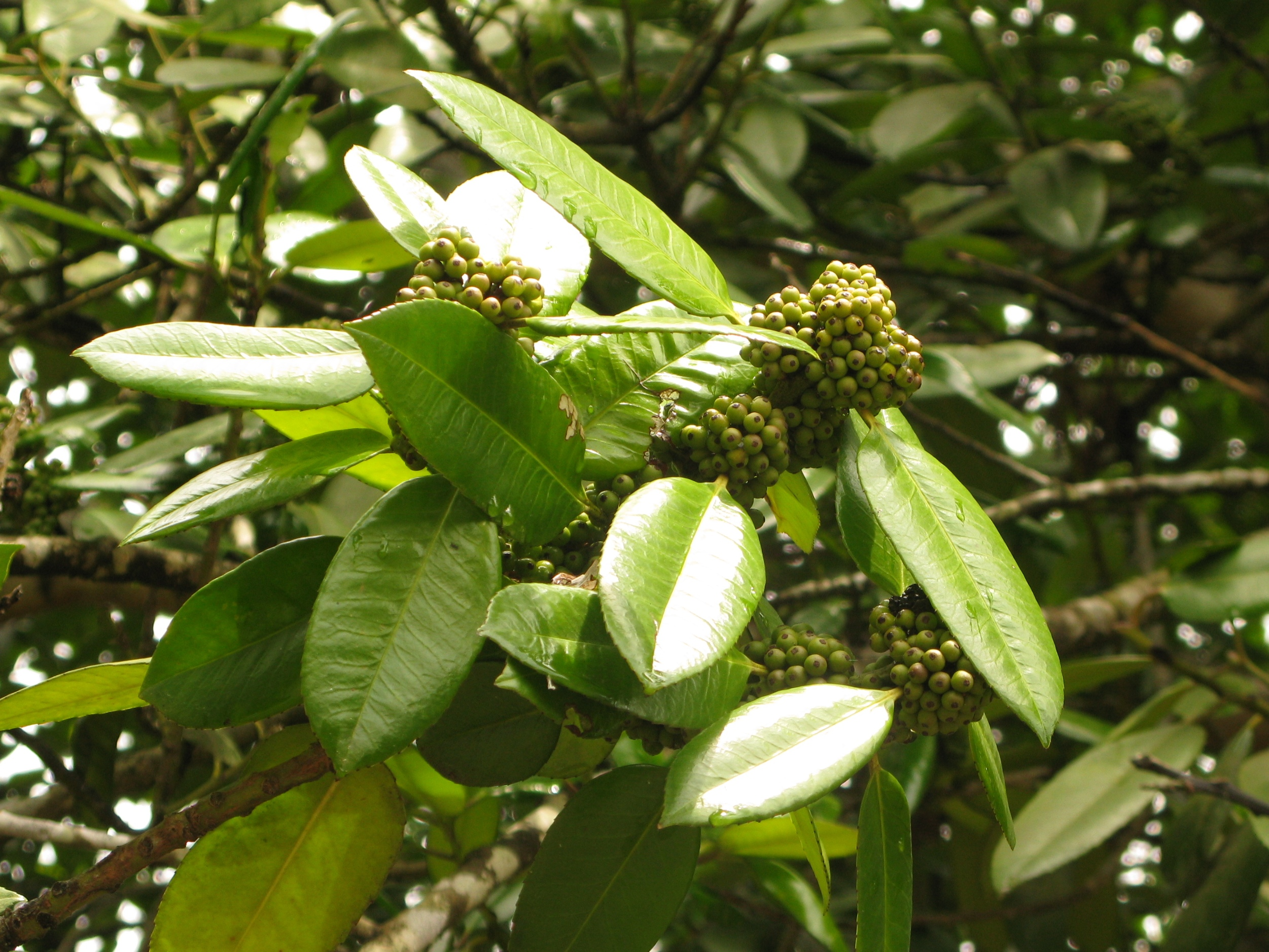
タラヨウ
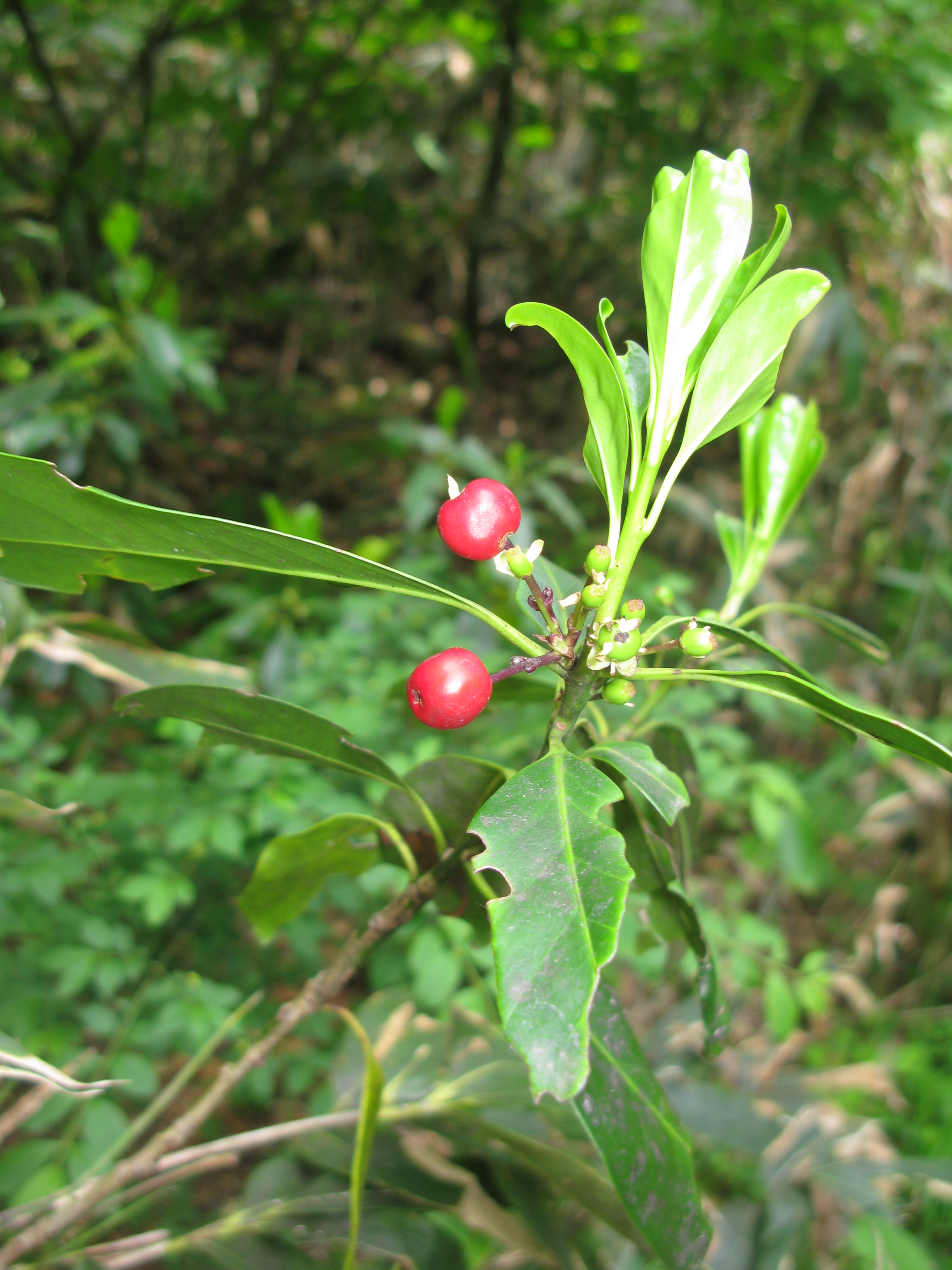
ヒメモチ
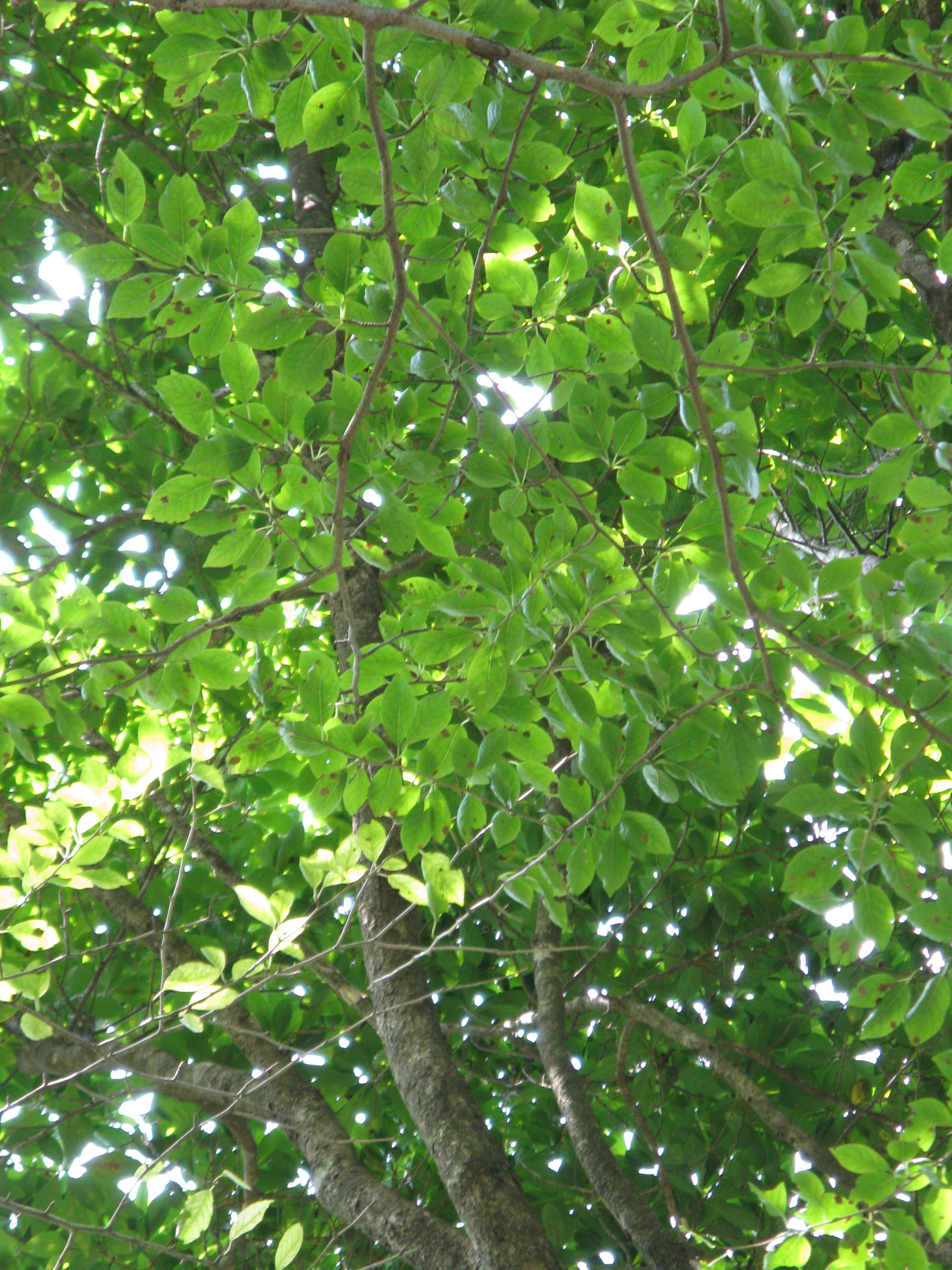
アオハダ
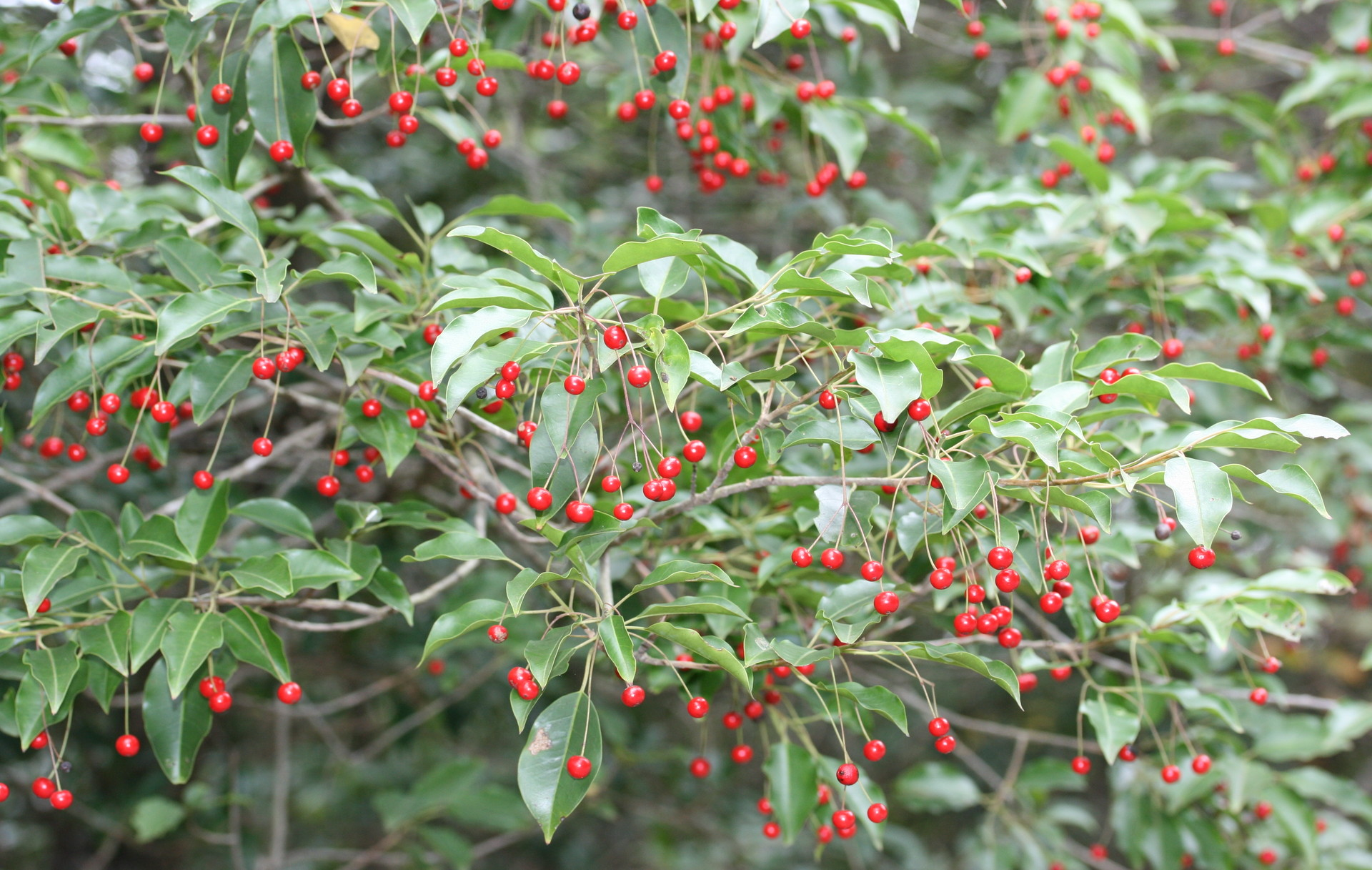
ソヨゴ
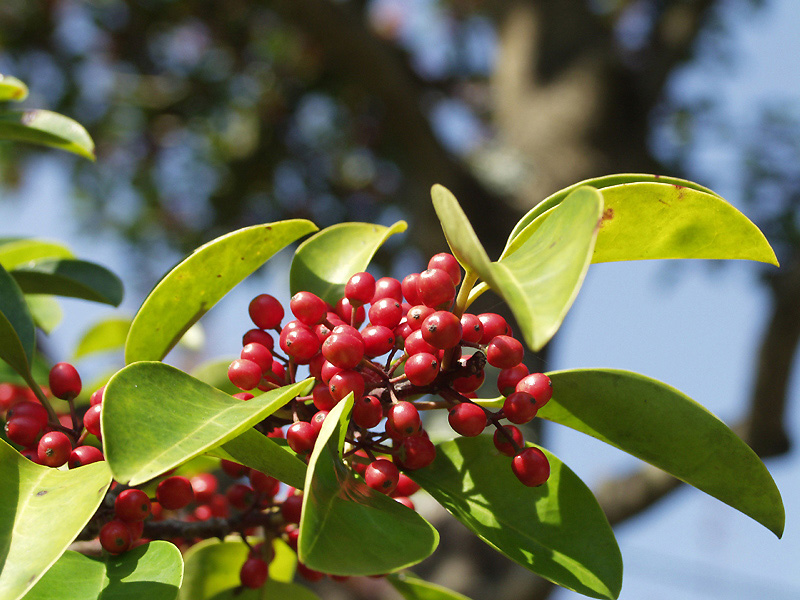
クロガネモチ
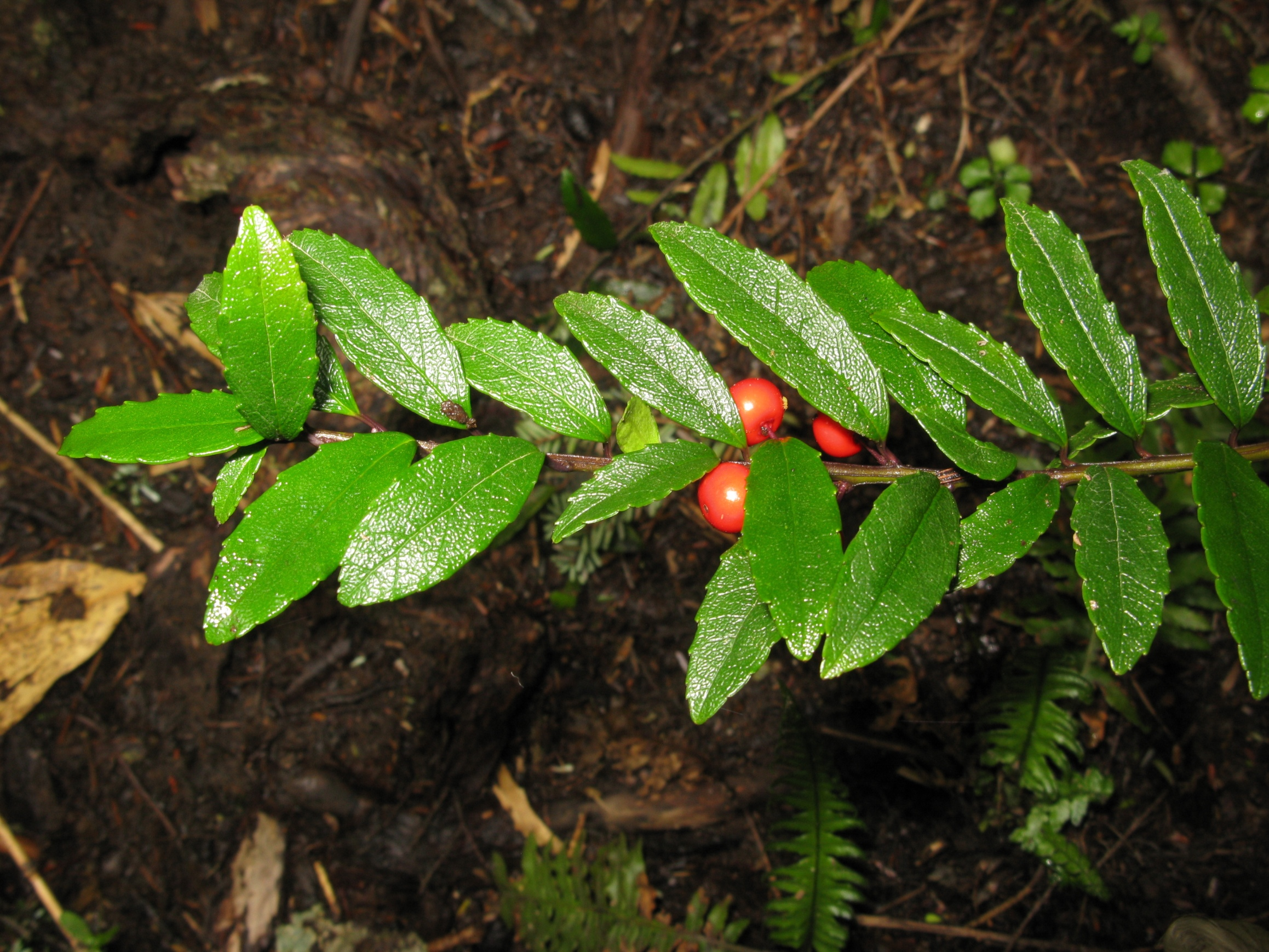
ツルツゲ
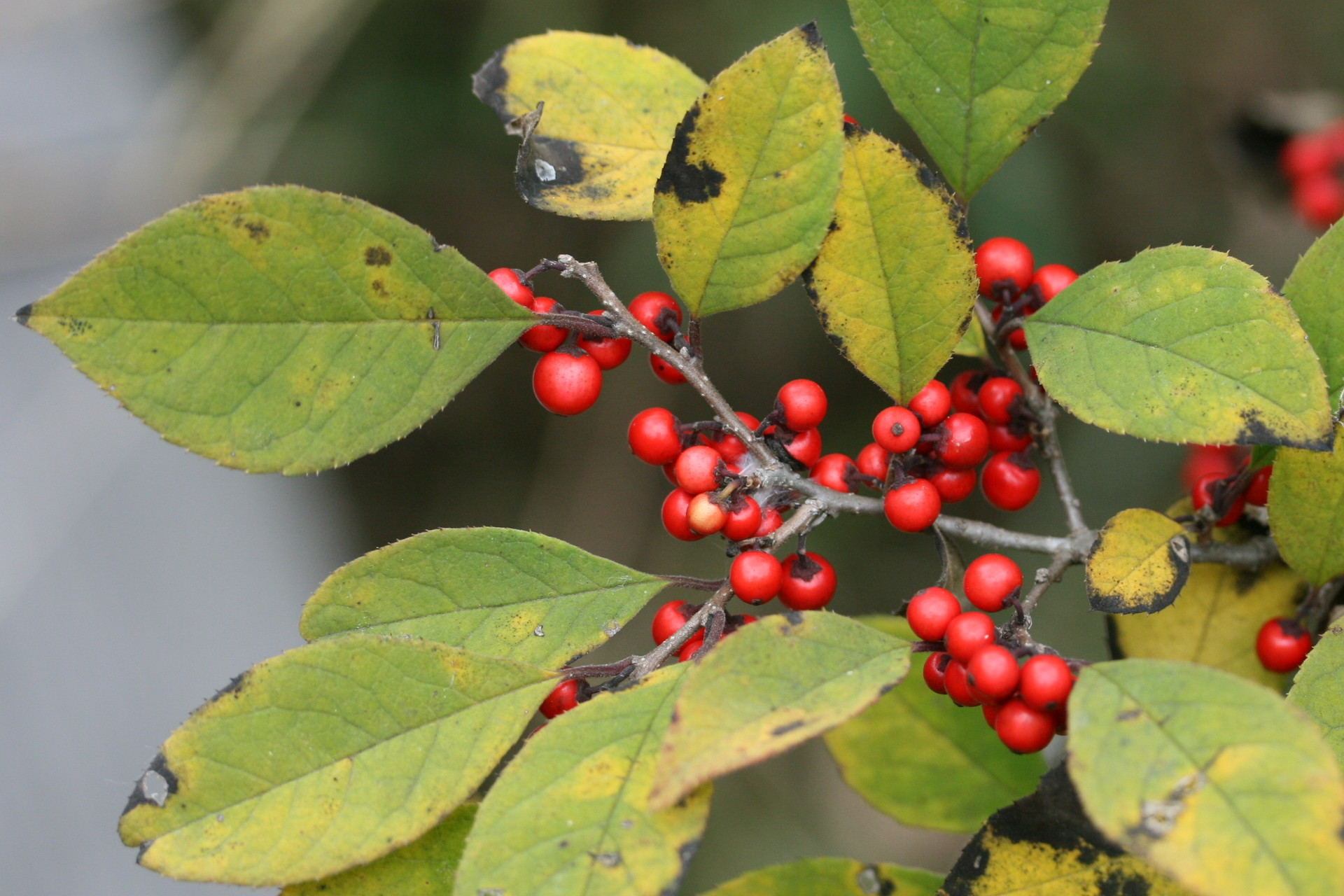
ウメモドキ
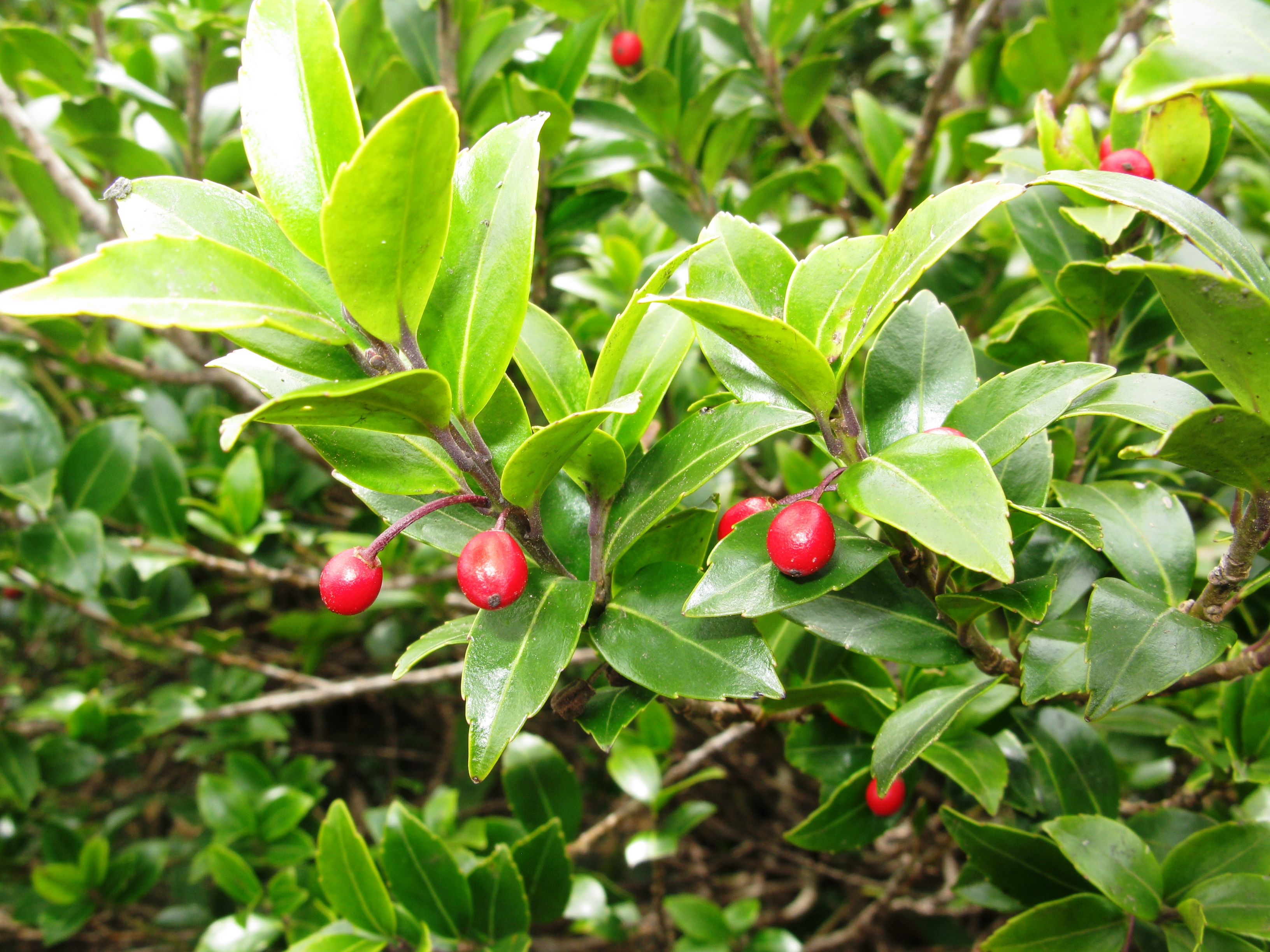
アカミノイヌツゲ
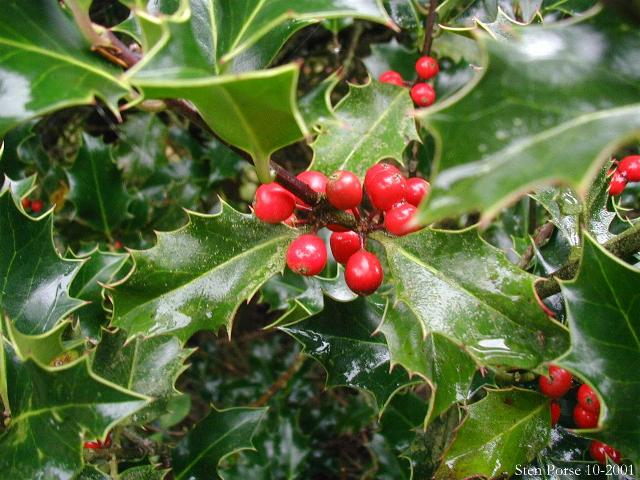
セイヨウヒイラギ
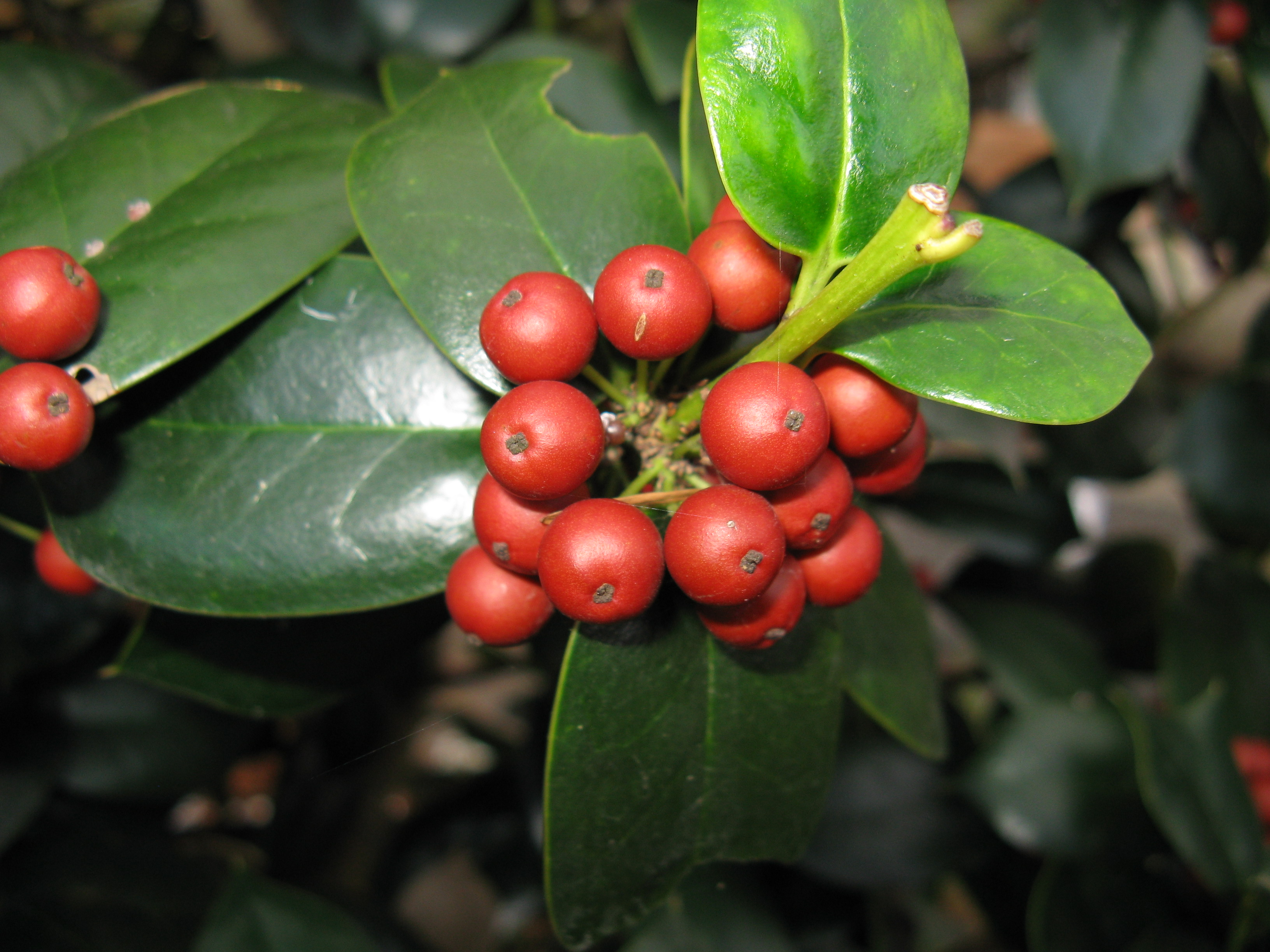
ヤバネヒイラギモチ
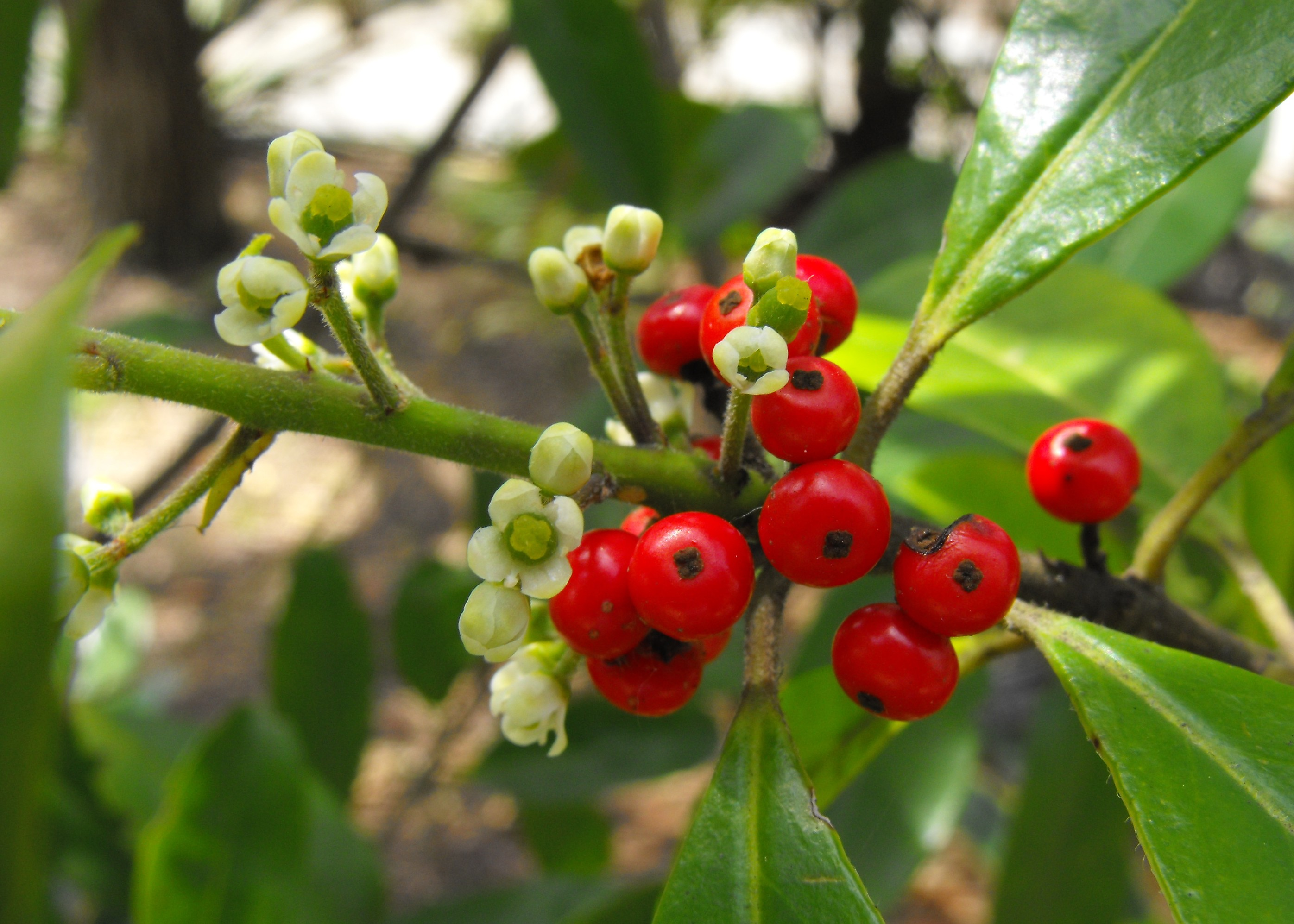
イェルバ・マテ

#### Nemopanthus
- Nemopanthus mucronatus ただ1種からなるが、モチノキ属に含める考えもある。